# Az Igazság Ligája x RWBY: Szuperhősök és Vadászok
Az Igazság Ligája x RWBY: Szuperhősök és Vadászok (eredeti cím: Justice League x RWBY: Super Heroes & Huntsmen) 2023-ban bemutatott kétrészes amerikai 2D-s számítógépes animációs szuperhősfilm. Az első részét csak Kerry Shawcross rendezte, a másodikat részhez pedig csatlakozott Dustin Matthews és Yssa Badiola is.
Az első részt Amerikában 2023 márciusában a WonderConon mutatták be, majd egy hónappal később, 2023. április 25-én adták ki DVD-n. Magyarországon 2023. november 10-én mutatta be az HBO Max, míg az HBO-n 2023. november 12-én adták le.
A második részt Amerikában 2023. október 17-én adták ki DVD-n. Magyarországon 2024. július 19-én mutatta be a HBO Max, míg az HBO-n 2024. július 20-án adták le.

## Szereplők
| Szerep                          | Eredeti hang                                            | Magyar hang                                      |
| Mindkét részben                 | Mindkét részben                                         | Mindkét részben                                  |
| ------------------------------- | ------------------------------------------------------- | ------------------------------------------------ |
| Superman / Clark Kent           | Chandler Riggs (1. rész) Travis Willingham (2. rész)    | Baráth István (1. rész) Varga Gábor (2. rész)    |
| Wonder Woman / Diane Prince     | Natalie Alyn Lind (1. rész) Laura Bailey (2. rész)      | Staub Viktória (1. rész) Solecki Janka (2. rész) |
| Batman / Bruce Wayne            | Nat Wolff (1. rész) Troy Baker (2. rész)                | Czető Roland (1. rész) Makranczi Zalán (2. rész) |
| Ruby Rose                       | Lindsay Jones                                           | Hermann Lilla                                    |
| Weiss Schnee                    | Kara Eberle                                             | Laudon Andrea                                    |
| Blake Belladonna                | Arryn Zech                                              | Csifó Dorina                                     |
| Yang Xiao Long                  | Barbara Dunkelman                                       | Csuha Bori                                       |
| Kiborg / Victor Stone           | Tru Valentino                                           | Penke Bence (1. rész) Gacsal Ádám (2. rész)      |
| Kilg%re                         | Tru Valentino                                           | Böröndi Bence                                    |
| Flash / Barry Allen             | David Errigo Jr. (1. rész) David Dastmalchian (2. rész) |                                                  |
| Jessica Cruz / Zöld Lámpás      | Jeannie Tirado                                          | Pekár Adrienn (1. rész) ? (2. rész)              |
| Vixen / Mari McCabe             | Ozioma Akagha                                           |                                                  |
| Első részben                    |                                                         |                                                  |
| Jaune Arc                       | Miles Luna                                              | Czető Ádám                                       |
| Nora Valkyrie                   | Samantha Ireland                                        |                                                  |
| Lie Ren                         | Neath Oum                                               |                                                  |
| Ozpin professzor                | Shannon McCormick                                       | Láng Balázs                                      |
| Oscar Pine                      | Aaron Dismuke                                           |                                                  |
| Glynda Goodwitch                | Tiana Camacho                                           | Ligeti Kovács Judit                              |
| Jacques Schnee                  | Jason Douglas                                           | Seder Gábor                                      |
| Kali Belladonna                 | Tara Platt                                              | Sági Tímea                                       |
| Rolf                            | David Errigo Jr.                                        |                                                  |
| Pyrrha Nikos                    | Jen Brown                                               |                                                  |
| Második részben                 |                                                         |                                                  |
| Fekete Kanári / Dinah Lance     | Jamie Chung                                             |                                                  |
| Dr. Arthur Watts                | Christopher Sabat                                       |                                                  |
| Klein Sieben                    | J. Michael Tatum                                        | Fehér Péter                                      |
| Időjárás-varázsló / Mark Mardon | Travis Willingham                                       |                                                  |
| Tükörmester / Sam Scudder       | Troy Baker                                              |                                                  |
| Gyilkos Krok / Waylon Jones     | Maxwell Friedman                                        | Varga Rókus                                      |

### Magyar változat
- Magyar szöveg: Hanák János
- Hangmérnök: Farkas László (1. rész), Csomár Zoltán (2. rész)
- Vágó: Kajdácsi Brigitta (1. rész)
- Gyártásvezető: Cabello-Colini Borbála (1. rész), Kincses Tamás (2. rész)
- Szinkronrendező: Blahó Gergő
- Produkciós vezető: Várkonyi Krisztina
- Felolvasó: Galambos Péter
- További magyar hangok az első részben: Bartus Emese, Horgas Ráhel, Kenéz Ágoston, Nikas Dániel, Urbán-Szabó Fanni
- További magyar hangok a második részben: Cabello-Colini Borbála, Dér Marus, Endrődy Regő, Kis-Kovács Luca, Magyar Bálint, Pásztor Tibor, Simon Kornél, Törőcsik Franciska

A szinkront az HBO megbízásából a Mafilm Audio Kft. készítette.